# Białostockie Dni Muzyki Cerkiewnej
Białostockie Dni Muzyki Cerkiewnej – seria koncertów chórów, wykonujących muzykę prawosławną, które odbywają się we wrześniu (corocznie, od 1997) w trzech białostockich cerkwiach (soborze św. Mikołaja, cerkwi Świętego Ducha oraz cerkwi Mądrości Bożej). 
Wydarzenie to ma charakter lokalny. Dotąd oprócz chórów z Białegostoku, Supraśla, Bielska Podlaskiego i Warszawy, wystąpiły chóry z Białorusi, Serbii, Rosji. Impreza nie ma charakteru konkursowego i nie są przyznawane nagrody.